# Bishahariya
BiSzachariya – gaun wikas samiti we wschodniej części Nepalu w strefie Sagarmatha w dystrykcie Saptari. Według nepalskiego spisu powszechnego z 2001 roku liczył on 1169 gospodarstw domowych i 6996 mieszkańców (3356 kobiet i 3640 mężczyzn).